# Hagiyaki

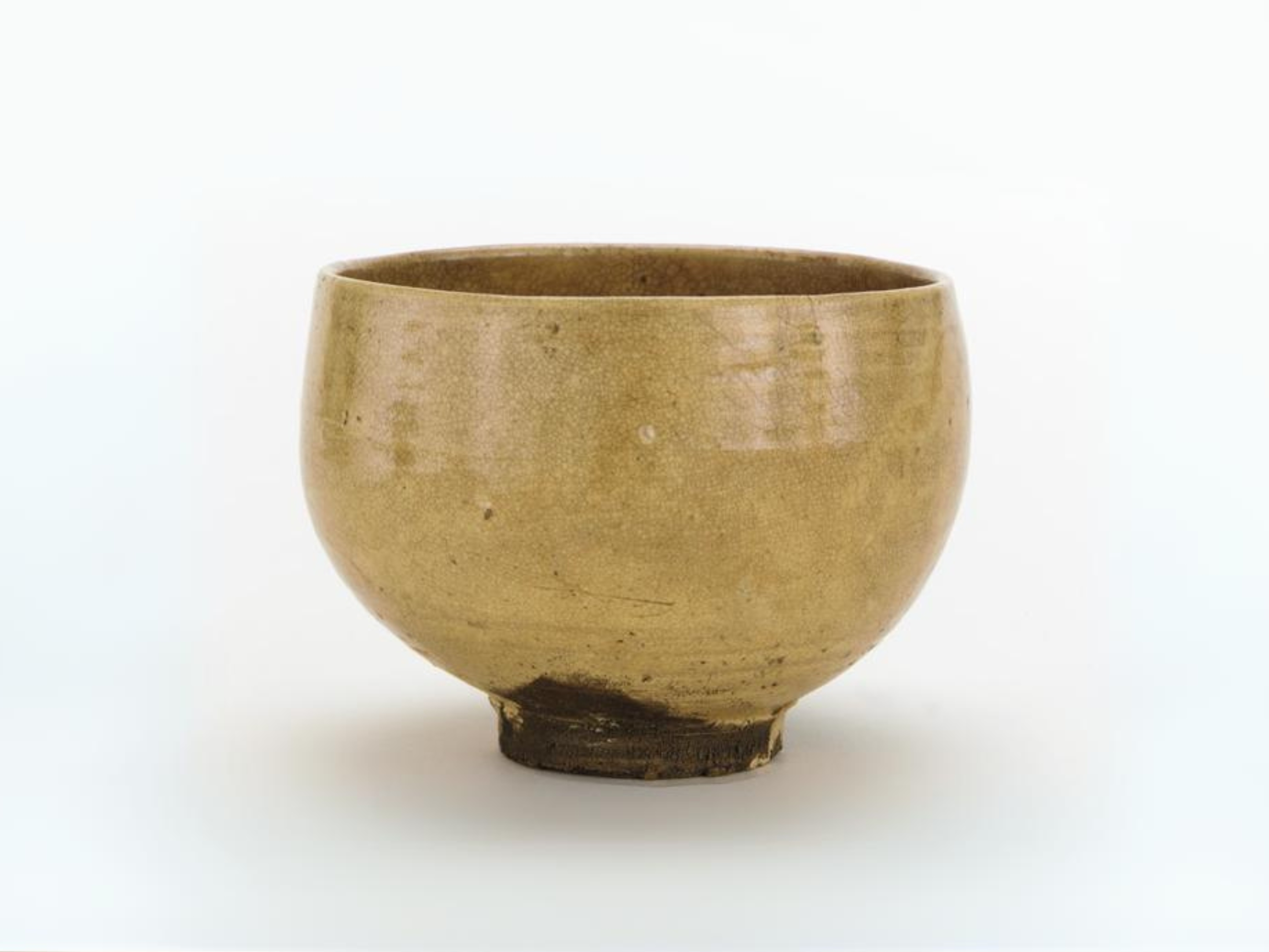
Hagiyaki

Hagi-yaki (Japans: 萩焼, Hagi-yaki) is een Japanse pottenbakkerijtechniek die herkenbaar is aan haar bescheiden vormen en heldere witte glans.
Deze techniek ontstond in het begin van de 17e eeuw met de introductie van Koreaanse pottenbakkers die zich na een Japanse invasie van Korea in Japan hadden gevestigd. De lokale daimyo van die tijd waren zeer geïnteresseerd in de Japanse theeceremonies en financierden de productie van de Hagiyaki.
Pottenbakkers mengden verschillende types van lokale klei. Het standaardresultaat was een roodoranje kleur, genaamd Koreaanse klei. De Hagiyaki worden afgewerkt met een witte glazuur gemaakt van as en veldspaat.